# Wojtek Klemm
Wojtek Klemm (auch Wojciech Klemm; * 19. Juni 1972 in Warschau) ist ein polnisch-deutscher Theaterregisseur.

## Leben und Wirken
Klemms Eltern emigrierten 1985 mit ihm von Polen nach Deutschland. 1986 bis 1990 war Klemm Schüler an der Otto-Kühne-Schule (“Päda“) in Bad Godesberg und machte nach einem USA-Auslandsjahr 1993 sein Abitur am Hamburger Gymnasium Bondenwald. 1993 bis 1994 absolvierte Klemm seinen Zivildienst. 1994 wurde Klemm an der Berliner Universität der Künste (damals: Hochschule der Künste) als Studierender in der Abteilung Schauspiel aufgenommen, einer seiner Dozenten war Ivan Nagel. Nach einem Probejahr verließ Klemm die Udk, um von 1995 bis 1999 Regie an der Hochschule für Schauspielkunst Ernst Busch zu studieren. Am Festival Steirischer Herbst von 2000 assistierte er bei Dimiter Gotscheff (Pulverfass). An der Berliner Volksbühne am Rosa-Luxemburg-Platz assistierte er bei Christoph Schlingensief und von 2002 bis 2005 bei Frank Castorf (u. a. Der Idiot, Forever Young, Kokain).
Seit 2005 ist Klemm als freier Regisseur tätig und inszeniert regelmäßig an Theatern im deutschsprachigen Raum und in Polen. In Polen ist er für seine zahlreichen Erstaufführungen deutscher Autoren bekannt. Klemms Arbeiten zeichnen sich durch einen starken körperlichen Zugang aus, wobei Tanz und Musik wichtige Elemente seiner Inszenierungen sind. Dies zeigt sich auch in der kontinuierlichen Zusammenarbeit mit Choreografen (u. a. Efrat Stempler, Anna Krysiak, Maćko Prusak) und Komponisten (u. a. Dominik Strycharski, Micha Kaplan, Albrecht Ziepert, Ola Rzepka).
Gemeinsam mit Patrick Wengenroth eröffnete Klemm 2005 in Wien die zum Volkstheater gehörige Spielstätte „Hundsturm“ und leitete sie unter der Intendanz von Michael Schottenberg bis 2006. Von 2007 bis 2009 war er Schauspieldirektor am Stadttheater Hirschberg im niederschlesischen Jelenia Góra (deutsch Hirschberg), das 2009 gemäß der Wochenzeitung Wprost zu den zehn interessantesten polnischen Theatern zählte.
Nach langjähriger Zusammenarbeit mit dem renommierten Nationaltheater Teatr Stary (Spielort Altes Theater Helena Modrzejewska) in Krakau, arbeitet Klemm seit 2017 regelmäßig mit dem Krakauer Teatr im. Słowackiego (im Juliusz-Słowacki-Theater) zusammen. Für seine Inszenierung von Lalka erhielt er 2021 bei den 45. Oppelner Theaterkonfrontationen (Opolskie Konfrontacje Teatralne) eine Auszeichnung. Klemm versteht Theater als Ort des Politischen und beobachtet insbesondere das Theatergeschehen in Polen durch das politische Auge.
2021 inszenierte er mit La clemenza di Tito erstmals im Musiktheater. Er führte auch Regie bei Hörspielen.
Als freier Dozent unterrichtet Klemm an der Folkwang Universität der Künste in Bochum, der Akademie für Darstellende Kunst Baden-Württemberg, der Zürcher Hochschule der Künste, der Hochschule der Künste Bern und an der Theaterhochschule in Krakau.
Klemm lebt in Zürich.

## Inszenierungen (Auswahl)

### Deutschsprachiger Raum
- 2005: 3 von 5 Millionen von Fritz Kater, ÖEA, Volkstheater, Wien.[13]
- 2006: Die andere Seite von Dejan Dukovski, ÖEA, Volkstheater, Wien.[14]
- 2010: 1-2-3 Berlin, UA, Volksbühne am Rosa-Luxemburg-Platz, Berlin.[15]
- 2011: Penthesilea von Heinrich von Kleist, Deutsches Theater Göttingen.[16]
- 2011: Diamanten sind Kohle auf Arbeit von Pawel Demirski, DEA, Volksbühne am Rosa-Luxemburg-Platz, Berlin.[17]
- 2011: Der Besuch der alten Dame von Friedrich Dürrenmatt, Luzerner Theater.[18]
- 2012: Nora von Henrik Ibsen, Schauspielhaus Graz.[19]
- 2012: Am schwarzen See von Dea Loher, Deutsches Theater Göttingen.[20]
- 2013: Die schmutzigen Hände von Jean-Paul Sartre, Schauspielhaus Graz.[21]
- 2014: Antigone von Sophokles, DEA (neue Übersetzung), Luzerner Theater.[22][23]
- 2014: Tod.Sünde.7, UA, Kammerspiele Deutsches Theater Berlin.[24]
- 2015: 3000 Euro nach Thomas Melle, Hans Otto Theater, Potsdam.[25]
- 2015: Mord von Hanoch Levin, DEA, Schauspiel Stuttgart.[26][27]
- 2015: Rosenkranz und Güldenstern sind tot von Tom Stoppard, Theater Neumarkt Zürich.[28]
- 2016: Bonnie und Clyde, UA, Theater Neumarkt Zürich.[29]
- 2017: Die schönen Dinge nach dem Roman von Virginie Despentes, UA, Hans Otto Theater, Potsdam.[30][31]
- 2017: Eine Familie von Tracy Letts, Theater St. Gallen.[32]
- 2018: Orestie von Aischylos, Staatstheater Augsburg.[33]
- 2018: Die Geschichte von Piotr S., UA, Münchner Kammerspiele.[34]
- 2018: Hulla die Bulla, Theater Neumarkt Zürich.[35]
- 2018: Tigermilch nach Stefanie de Velasco, Deutsches Theater Berlin (Box).[36]
- 2019: König Macius nach Janusz Korczak, UA, Theater Junge Generation, Dresden.[37]
- 2019: Die Zertrennlichen von Fabrice Melquiot und Sprache des Wassers von Sarah Crossan, Theater Junge Generation, Dresden.[38]
- 2020: Radikal Allein nach David Foster Wallace, Theater St. Gallen.[39]
- 2021: Killing of silent Hopes nach den Filmen der New Hollywood Era, UA, Max-Reinhardt Seminar, Wien.[40]
- 2021: La clemenza di Tito von Wolfgang Amadeus Mozart, Staatstheater Augsburg.[41]
- 2022: Network von Lee Hall, Luzerner Theater.[42]
- 2022: Die faulste Katze der Welt von Gertrud Pigor, Theater Kanton Zürich, Winterthur.[43]
- 2022: Zerstörte Straßen von Natalija Woroschbyt, DEA, ETA Hoffmann Theater, Bamberg.[44]
- 2023: Was ihr wollt von William Shakespeare, Volkstheater Rostock.[45]
- 2023: Ein Volksfeind von Henrik Ibsen, Theater St. Gallen.[46]
- 2024: Mord im Orientexpress nach Agatha Christie, Luzerner Theater.[47]
- 2025: Sex mit Ted Cruz! von Lukas Bärfuss, UA, Schauspielhaus Zürich.[48]

### Polen
- 2005: Chronik eines angekündigten Todes nach Gabriel Garcia Márquez, UA, Teatr Wybrzeże, Danzig.
- 2007: Arturo Ui von Bertolt Brecht, Stadttheater Jelenia Góra.
- 2008: Piekarnia / Der Brotladen von Bertolt Brecht, polnische EA, Teatr Stary, Krakau.[49]
- 2009: Yerma, Federico García Lorca, Teatr Studio (deutsch Studio-Theater), Warschau.[50]
- 2009: Zement von Heiner Müller, polnische EA, Teatr Wspolczesny, Breslau.[51]
- 2010: Amfitrion von Heinrich von Kleist, Teatr Stary, Krakau.[52]
- 2011: Judith von Friedrich Hebbel, polnische EA, Teatr Wspolczesny, Stettin.[53]
- 2012: Anatomie Titus fall of Rome von Heiner Müller, polnische EA, Teatr Stary, Krakau.[54]
- 2013: Das Leben ein Traum von Pedro Calderón de la Barca, Teatr Wspolczesny, Stettin.
- 2013: Kasimir und Karoline von Ödön von Horváth, Teatr Zielona Góra.
- 2014: Klajster von Tomasz Cymerman, UA, Teatr Nowy Lodz.[55]
- 2014: The Maidan Diaries von Natalia Worozhbyt, polnische EA, Teatr Powszechny, Warschau.[56]
- 2015: Vater Mutter Geisterbahn von Martin Heckmanns, polnische EA, Teatr Stary, Krakau.
- 2016: Meine Mutter nimmt Pillen von Dr. Oetker von Andreas Pilgrim, UA, Teatr Wspolczesny, Stettin.[57]
- 2016: Heilige Johanna der Schlachthöfe von Bertolt Brecht, Theater Kalisz.[58]
- 2017: Philoktet von Heiner Müller, Teatr Jaracza, Lodz.
- 2018: Ins Feuer von Mateusz Pakuła, UA, Teatr im. Słowackiego, Krakau.[59]
- 2018: Ödipus von Sophokles, Teatr Toruń.
- 2019: Lalka nach Bolesław Prus, Teatr im. Słowackiego, Krakau.[60]
- 2019: Die Hochzeit von Stanisław Wyspiański, Teatr Wałbrzych.[61]
- 2021: Das Knurren der Milchstrasse von Bonn Park, polnische EA, Teatr im. Słowackiego, Krakau.[62]
- 2021: Die Hochzeit von Stanisław Wyspiański, Neubearbeitung, Teatr Wałbrzych.
- 2024: Pan Tadeusz nach Adam Mickiewicz, Teatr im. Słowackiego, Krakau.[63]

### Weitere
- 2009: Reise ins Innere des Zimmers von Michał Walczak, israelische EA, Teatron Tmuna, Tel Aviv.
- 2010: Heaven (on Tristan) von Fritz Kater, israelische EA, Teatron Tmuna, Tel Aviv.

## Veröffentlichungen
- Durst ist Feuer. Zu Yerma von Federico García Lorca. In: Theater der Zeit 12/2009, Berlin 2009.
- mit Harald Müller, Frank M. Raddatz und Rimini Protokoll: Vom Rand ins Zentrum. In: Müller Brecht Theater. Brecht-Tage 2009, Theater der Zeit, Berlin 2010, ISBN 978-3-940737-71-7.
- Es knallt zusammen, was nicht zusammen gehört. In: Dominique Mentha, eine Spurensuche: Theaterarbeit in Luzern, Wien, Innsbruck. Theater der Zeit, Berlin 2016, ISBN 978-3-95749-064-3.